# Mladotice
Mladotice település Csehországban, a Észak-plzeňi járásban. Mladotice Pláně, Potvorov, Manětín, Kralovice, Plasy, Štichovice és Žihle településekkel határos. Lakosainak száma 566 fő (2024. január 1.).

## Népesség
A település lakosságának változását az alábbi diagram mutatja:
| Lakosok száma | 750  | 768  | 848  | 749  | 663  | 562  | 555  | 545  | 559  | 566  |
|               | 1869 | 1900 | 1921 | 1961 | 1980 | 2011 | 2016 | 2019 | 2021 | 2024 |